# Teguise
Teguise és un municipi situat al centre de l'illa de Lanzarote, a les illes Canàries. Antigament era la capital de Lanzarote, cedida a Arrecife en 1852. El seu centre municipal és la Vila de Teguise, conegut popularment a Lanzarote com "La Villa", a seques.

## Descripció
El municipi de Teguise és el més extens de Lanzarote. Al seu interior, als peus de la Caldera de Guanapay, se situa la capital municipal, la Vila de Teguise, declarada en els anys 80 Conjunt Arquitectònic Històric-Artístic. En la costa sud-est del municipi es troba el nucli turístic de Costa Teguise, una de les principals zones turístiques de Lanzarote. A l'altre vessant costaner (nord-occidental) hi ha la platja de Famara, d'un quilòmetre i mig de longitud, als peus del Massís de Famara. Des d'aquesta platja i cap a l'interior de l'illa discorre una plana sorrenca coneguda com a "El Jable". Altres localitats del municipi són Tahiche, Nazaret, Guatiza, Mala, Tiagua, Tao, Soo, Muñique, Costa Teguise, Mozaga, Teseguite, El Mojón, Los Valles, Los Cocoteros, la Caleta de Famara o la Caleta de Caballo. La municipalitat també comprèn les illes de l'Arxipèlag Chinijo: Graciosa, Alegranza, i illots Roque del Este, Roque del Oeste i Montaña Clara.

## Història
La història de Teguise es remunta a l'època guanxe, situant-se en l'entorn de l'actual Vila la "Gran Llogaret de Acatife", un dels principals nuclis de població maja. Un altre dels assentaments més importants de Lanzarote va ser Zonzamas, principal jaciment arqueològic de l'illa, que es troba en l'àmbit territorial d'aquest municipi. Després de la conquesta normanda, el nebot de Jean de Bethencourt, Maciot, hereu de la senyoria de Canàries, funda Teguise, tercera urbs colonial de Canàries després de San Marcial del Rubicón, al sud de Lanzarote, i Betancuria, a Fuerteventura. Teguise es converteix en la capital de l'Illa a causa del seu emplaçament geogràfic en el centre, a resguard dels atacs pirates, que tanmateix van sacsejar a la població en diverses ocasions.

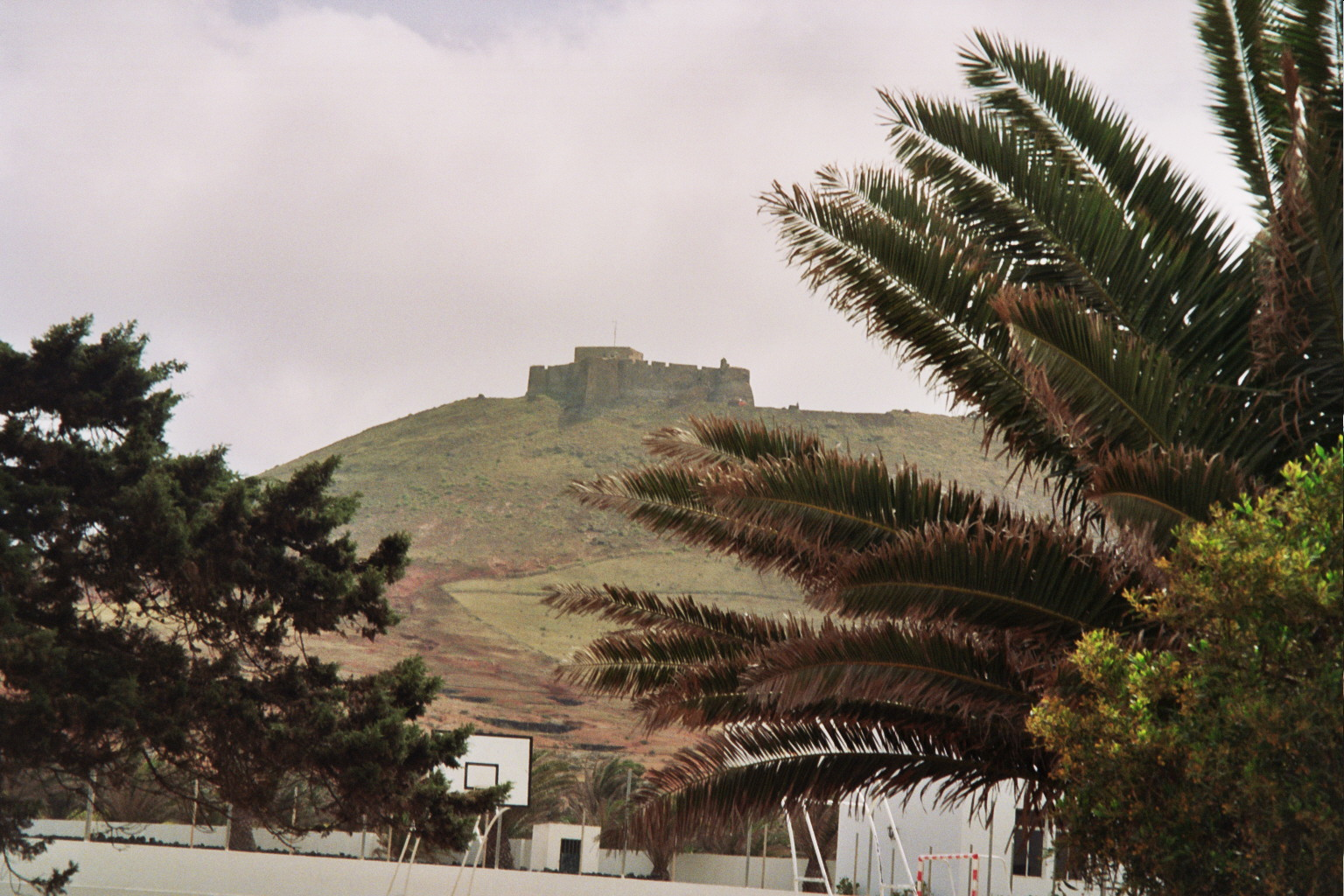
Castell de Santa Barbara

La muntanya de Guanapay servia com talaia de vigilància en veure's des d'ella la pràctica totalitat de les costes de l'illa. Allí es construí una fortalesa defensiva, el Castell de Santa Bárbara, en el qual avui es troba el Museu de l'Emigrant Canari. Teguise va créixer especialment a partir de mitjan segle xvi constituint-se un important entramat urbà que es conserva fins a l'actualitat. En la Vila es concentraven les principals institucions de l'illa, com el Cabildo o l'escrivania, així com els principals centres eclesiàstics. No obstant això, en el segle xix el port d'Arrecife va prenent un major pes econòmic i social, traslladant-se la capital de l'illa a aquesta ciutat en 1852. En aquesta mateixes dates es desenvoluparà en el municipi de Teguise una important activitat entorn del cultiu de la cochinilla, insecte paràsit de la tunera o chumbera del qual s'extreu el tint color carmín. La cochinilla se seguirà produint fins a l'actualitat, fonamentalment en les localitats de Mala i Guatiza. En les últimes dècades el turisme s'ha convertit en una de les principals fonts econòmiques del municipi, principalment en la localitat de Costa Teguise, un dels tres principals centres turístics de Lanzarote.

## Persones il·lustres
- José Clavijo y Fajardo (1726 - 1806).